# Anthocleista procera
Anthocleista procera là một loài thực vật có hoa trong họ Long đởm. Loài này được Lepr. ex Bureau mô tả khoa học đầu tiên năm 1856.